# Stenophlepsia flava
Stenophlepsia flava är en insektsart som beskrevs av Frederick Arthur Godfrey Muir 1922. Stenophlepsia flava ingår i släktet Stenophlepsia och familjen kilstritar.
Artens utbredningsområde är Filippinerna. Inga underarter finns listade i Catalogue of Life.